# Cantonul Harnes
Cantonul Harnes este un canton din arondismentul Lens, departamentul Pas-de-Calais, regiunea Nord-Pas-de-Calais, Franța.

## Comune
| Comune        | Populație (1999) | Cod poștal | Cod INSEE |
| ------------- | ---------------- | ---------- | --------- |
| Estevelles    | 1.687            | 62880      | 62311     |
| Harnes        | 13.700           | 62440      | 62413     |
| Pont-à-Vendin | 2.899            | 62880      | 62666     |